# 1-я бригада речных кораблей Днепровской военной флотилии

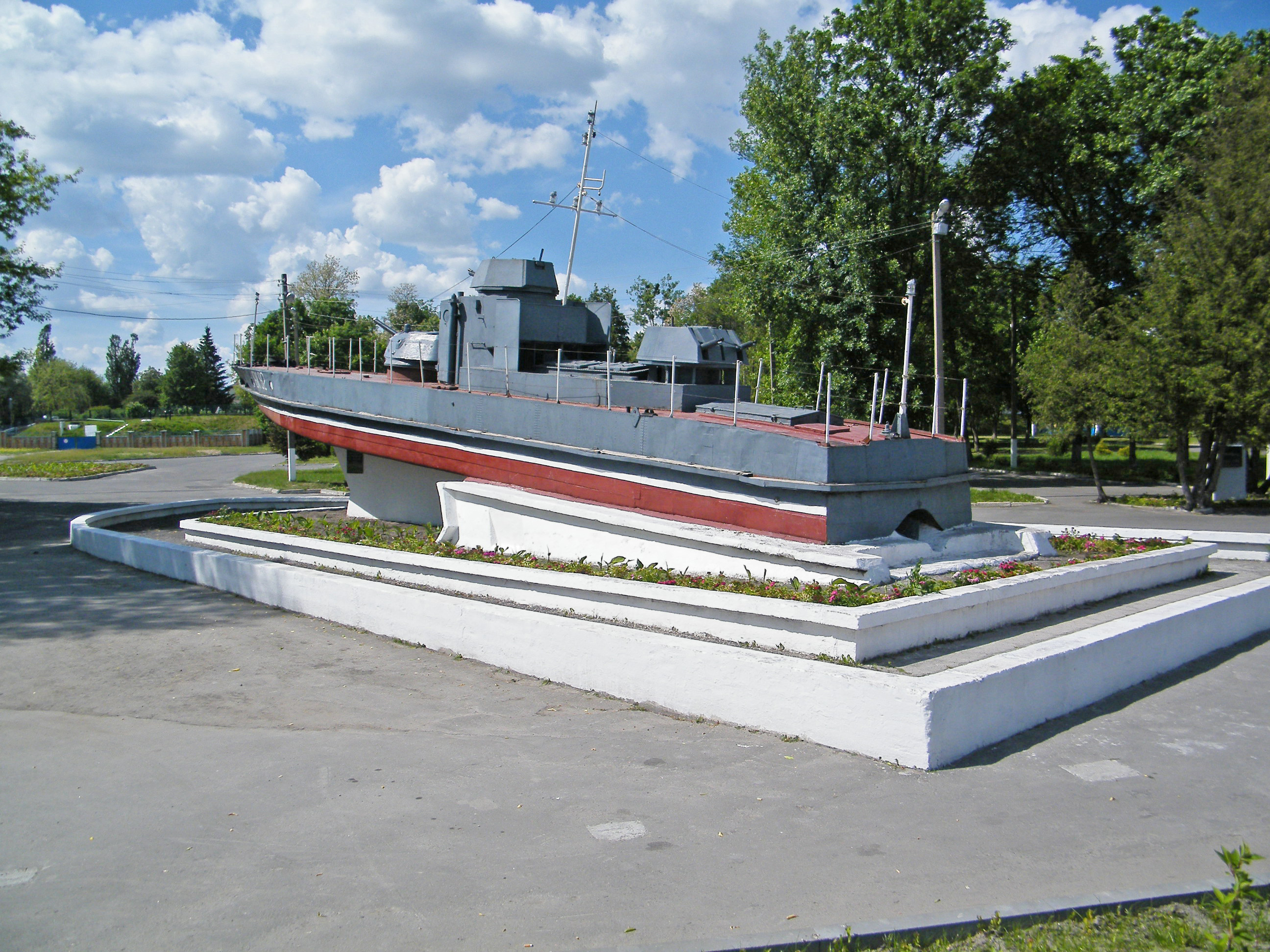
Бронекатер-памятник в Пинске

1-я Бобруйско-Берлинская Краснознамённая бригада речных кораблей Днепровской военной флотилии — тактическое соединение Днепровской военной флотилии ВМФ СССР в годы Великой Отечественной войны. Принимала участие в боях за Бобруйск, Пинск, Варшаву, Кюстрин и Берлин.

## История
Сформирована в январе 1944 года из личного состава и кораблей Волжской военной флотилии под наименованием 1-й бригады речных кораблей Днепровской военной флотилии. Первоначально в состав бригады вошли 38 кораблей (гвардейский дивизион бронекатеров, отряд сторожевых катеров, отряд полуглиссеров) и плавучая батарея № 1220.
Боевую деятельность бригада начала в апреле 1944 года на реках Припять и Птичь (западнее Мозыря), поддерживая соединения 1-го Белорусского фронта. В середине июня 1944 года переведена с Припяти на Березину и участвовала в Бобруйской операции 1944 года, в ходе которой её корабли взаимодействовали с войсками 1-го Белорусского фронта при освобождении городов Паричи и Бобруйск.
За отличия в боях при освобождении Бобруйска (29 июня) бригаде и её 2-му гвардейскому дивизиону бронекатеров присвоено почётное наименование «Бобруйских» (5 июля 1944).
В начале июля бригада была передислоцирована с Березины на Припять и во взаимодействии с другими соединениями Днепровской военной флотилии поддерживала наступление войск 61-й армии.
За образцовое выполнение боевых заданий командования при освобождении Пинска (14 июля) бригада и её 2-й гвардейский дивизион бронекатеров награждены орденом Красного Знамени, а 3-му дивизиону присвоено почётное наименование «Пинского» (23 июля 1944).
В сентябре 1944 корабли бригады перевезены по железной дороге с Припяти на Западный Буг. В октябре бригада поддерживала соединения 65-й армии 1-го Белорусского фронта на Сероцком плацдарме, в конце 1944 года вела боевые действия на подступах к Варшаве. Весной 1945, совершив переход по pp.Висла, Нотець и Варта на р. Одер (Одра), сосредоточилась в районе Кюстрина.
В ходе Берлинской операции огнём кораблей поддерживала наступление войск 5-й ударной армии, а после перехода к устью канала Гогенцоллерн во взаимодействии со 2-й бригадой речных кораблей — войска 61-й армии.
Частью сил участвовала в боях за Берлин. Ночью 27 апреля катера, содействуя частям 61-й армии, прорвались в район города Шведт и через несколько часов высадили в этом районе Одербергский десант. 5 мая корабли прибыли в устье реки Одер, где завершили свой боевой путь.
Из книги генерала Бокова, члена Военного совета 5-й ударной армии:

 «За трое суток катерники переправили 16 тысяч человек, 600 орудий и миномётов, 27 танков, большое количество разного военного имущества»… «Все днепровцы, обеспечивавшие форсирование Шпрее, были удостоены боевых наград… Старшинам и краснофлотцам Николаю Баранову, Георгию Дудникову, Григорию Казакову, Александру Пашкову, Александру Самофалову, Михаилу Сотникову, Николаю Филиппову, Владимиру Черинову и лейтенанту Михаилу Калинину Президиум Верховного Совета СССР присвоил звание Героя Советского Союза. В представлениях к высшей награде, исходивших от армейского командования, было сказано: „Обеспечивал частям 5-й ударной армии вторжение в центр Берлина“. Семеро из этих моряков стали Героями посмертно. Надеть Золотую Звезду довелось лишь лейтенанту Калинину и старшине Казакову».
http://q99.it/uQzVm9p (недоступная+ссылка)
За отличия в этих боях бригаде присвоено почётное наименование «Берлинской» (11 июня 1945).

- 38 кораблей (гвардейский дивизион бронекатеров, отряд сторожевых катеров, отряд полуглиссеров) и плавучая батарея № 1220.

Поддерживала войска 61-й, 65-й, 5-й ударной армий 1-го Белорусского фронта

Бригадой командовали:
- капитан 3 ранга А. 3. Павлов (янв.— февр. 1944);
- капитан 1 ранга С. М. Лялько (февр. 1944 — до конца войны).

За героизм, отвагу и мужество, проявленные личным составом бригады в боях с немецко-фашистскими захватчиками, сотни её воинов награждены орденами и медалями, а 9 из них старшинам и краснофлотцам Николаю Баранову, Георгию Дудникову, Григорию Казакову, Александру Пашкову, Александру Самофалову, Михаилу Сотникову, Николаю Филиппову, Владимиру Черинову и лейтенанту Михаилу Калинину присвоено звание Героя Советского Союза.
-  Баранов, Николай Артёмович — моторист полуглиссера ПГ-111 1-го отдельного отряда полуглиссеров
-  Дудников, Георгий Георгиевич — старшина 1-й статьи командовал полуглиссером «ПГ-104» отдельного отряда полуглиссеров
-  Казаков, Григорий Петрович — старшина 2-й статьи командовал полуглиссером 1-й бригады речных кораблей
-  Калинин, Михаил Михайлович — лейтенант, командир 1-го отдельного отряда полуглиссеров
-  Пашков, Александр Павлович — старшина первой статьи, командир полуглиссера 1-го отдельного отряда полуглиссеров
-  Самофалов, Александр Егорович — старший краснофлотец, моторист 1-го отдельного отряда полуглиссеров
-  Сотников, Михаил Трифонович — старшина 2-й статьи, командир полуглиссера 1-го отдельного отряда полуглиссеров.
-  Филиппов, Николай Антонович — старший краснофлотец, командир полуглиссера ПГ-105 1-го отдельного отряда полуглиссеров
-  Черинов, Владимир Васильевич — краснофлотец, моторист 1-го отдельного отряда полуглиссеров

- Днепровская военная флотилия

1. 
2. 

- Днепровская военная флотилия // Гражданская война в США — Йокота / [под общ. ред. Н. В. Огаркова]. — М. : Военное изд-во М-ва обороны СССР, 1979. — (Советская военная энциклопедия : в 8 т. ; 1976—1980, т. 3).
- Днепровская военная флотилия // Советская историческая энциклопедия

- Бригада // Военно-морской словарь / Чернавин В. Н.. — М.: Воениздат, 1990. — 511 с. — ISBN 5-203-00174-X.

- 1 Бобруйско-Берлинская Краснознамённая бригада речных кораблей (Военно-морского флота)
- Органы управления, соединений, кораблей, частей и учреждений Амурской, Волжской, Днепровской,… флотилий
- 2-й отдельный гвардейский Бобруйский Краснознамённый дивизион бронекатеров 1-й Бобруйско-Берлинской Краснознамённой бригады речных кораблей Днепровской флотилии
- 1-я бригада речных кораблей Днепровской военной флотилии